# Charles Chandler
Charles Chandler (anglès: Charles Robert Chandler)  (Berkeley, 22 de juliol de 1911 - Oakland, 22 de juny de 1982) va ser un remer estatunidenc que va competir durant la dècada de 1930.
El 1932 va prendre part en els Jocs Olímpics de Los Angeles, on guanyà la medalla d'or en la competició del vuit amb timoner del programa de rem.